# Richard Laymon
Richard Carl Laymon (Nacido el 14 de enero de 1947 - fallecido el 14 de febrero de 2001)) fue un escritor estadounidense de novelas y relatos de terror. Nació en Chicago, Illinois y cuando era niño vivió en California. Recibió un título básico  en Literatura Inglesa por la Willamette University de Oregón y un título superior de la Loyola Marymount University en Los Ángeles.
Entre sus obras se encuentra más de sesenta relatos cortos y más de treinta novelas, muchas de las cuales fueron publicadas póstumamente en los Estados Unidos. La mayor parte de su obra se encuentra dentro del género de terror. Richard Laymon es menos conocido en Norteamérica que en otros lugares, pues alcanzó gran parte de su éxito en Europa, especialmente en el Reino Unido. Su novela Flesh fue nominada a la Mejor Novela de Terror de 1988 por Science Fiction Chronicle y tanto Flesh como Funland fueron nominadas para el Premio Bram Stoker. Recibió este premio a título póstumo en el año 2001 por The Traveling Vampire Show.
Richard Laymon también publicó varias obras bajo el pseudónimo de Richard Kelly. Muchos destacados novelistas de terror como Stephen King y Dean Koontz, han elogiado la obra de Laymon y a principios del año 2009 Cemetery Dance Publications anunció el lanzamiento de una antología de homenaje titulada In Laymon´s Terms (editada por Kelly Laymon, Steve Gerlach y Richard Chizmar). Contiene relatos de numerosos autores en homenaje a Laymon y ha sido publicada en tres ediciones diferentes.
Richard Laymon murió de un infarto de miocardio.

### Novelas
- The Cellar (1980) (Primer libro de la serie Beast House Chronicles)
- Your Secret Admirer (1980) (escrito como Carl Laymon)
- The Woods Are Dark(1981)
- Nightmare Lake (1983) (escrito como Carl Laymon)
- Night Show (1984)
- All Hallow's Eve (1985)
- Beware (1985)
- The Beast House (1986) (Segundo libro de la serie Beast House Chronicles)
- Tread Softly (1987) - también titulado Dark Mountain (escrito como Richard Kelly)
- Flesh (1987)
- Midnight's Lair (1988) (escrito como Richard Kelly)
- Resurrection Dreams (1988)
- Funland (1989)
- The Stake (1990)
- One Rainy Night (1991)
- Island (1991)
- Darkness, Tell Us (1991)
- Blood Games (1992)
- Alarums (1992)
- Dark Mountain (1992)
- Endless Night (1993)
- Savage: From Whitechapel to the Wild West on the Track of Jack the Ripper (1993)
- In the Dark (1994)
- Quake (1995)
- Bite (1996)
- Body Rides (1996)
- After Midnight (1997)
- The Wilds (1998)
- The Midnight Tour (1998) (Tercer libro de la serie Beast House Chronicles)
- Cuts (1999)
- Among the Missing (1999)
- Come Out Tonight (1999)
- Once Upon A Halloween (2000)
- The Traveling Vampire Show (2000)
- Friday Night in the Beast House (2001) (Cuarto libro de la serie Beast House Chronicles)
- Night in the Lonesome October (2001)
- The Halloween Mouse (con Alan M. Clark) (2001) - libro para niños
- No Sanctuary (2001)
- Amara (2002) también titulado To Wake the Dead
- The Lake (2004)
- The Glory Bus (2005) también titulado Into the Fire
- The Woods are Dark Restaurado y sin cortes (2008)

### Colección Fastbacks
- The Intruder (1984)
- Shootout At Joe's (1984)
- Dawson City (1984)
- Caller (1985)
- Guts (1985) aka The Hearse
- Cardiac Arrest (1985)
- The Cobra (1985)
- Last Hand (1985)
- Live Bait (1985)
- Lonely One (1985)
- The Trap (1985)
- Marathon (1985)
- Night Games (1985)
- Night Ride (1985)
- Beginner's Luck (1986)
- Halloween Hunt (1986)
- The Night Creature (1986)
- The Beast (1986)
- Return (1987)
- Thin Air (1987)

### Colecciones de relatos
- Out Are the Lights: And Other Tales (1982)
- A Good, Secret Place (1992)
- Ten Tales (1994) (with Neal Barrett Jr, Wendy Hornsby)
- Fiends (1997)
- Dreadful Tales (2000)
- Madman Stan and Other Stories (2004)

### Relatos cortos
- "A Cigar is a Smoke"
- "A Good, Secret Place"
- "Bad News"
- "Barney's Bigfoot Museum"
- "Blarney"
- "Boo" (publicado primero en October Dreams)
- "Cabin in the Woods"
- "Choppie"
- "Cut"
- "Desert Pickup"
- "Dinker's Pond"
- "Double Date"
- "Dracusson's Driver"
- "Eats"
- "Finders Keepers"
- "First Date"
- "First Love"
- "Good Vibrations"
- "Hammerhead"
- "Herman"
- "I'm Not A Criminal"
- "Invitation to Murder"
- "Joyce"
- "Kitty Litter"
- "Madman Stan"
- "Mess Hall"
- "Mop Up"
- "Oscar's Audition"
- "Out of the Woods"
- "Phil the Vampire"
- "Pickup on Highway One"
- "Roadside Pickup"
- "Saving Grace"
- "Slit"
- "Special"
- "Spooked"
- "Stickman"
- "Stiff Intruders"
- "The Boy Who Loved the Twilight Zone"
- "The Champion"
- "The Direct Approach"
- "The Diving Girl"
- "The Fur Coat"
- "The Good Deed"
- "The Grab"
- "The Hangman"
- "The Hunt"
- "The Job"
- "The Maiden"
- "The Mask"
- "The Tub"
- "Wishbone"